# Sandsjön (Friels socken, Västergötland)
Sandsjön är en sjö i Lidköpings kommun i Västergötland och ingår i Göta älvs huvudavrinningsområde.